# Can Gibernat
Can Gibernat és una masia de Sant Feliu de Buixalleu (Selva) inclosa a l'Inventari del Patrimoni Arquitectònic de Catalunya.

## Descripció
Masia aïllada situada al barri de Gaserans, en el terme municipal de Sant Feliu de Buixalleu.
L'edifici consta de planta baixa i pis i teulada a doble vessant, amb el ràfec simple.
A la planta baixa, hi ha la porta d'endrada amb dovelles, i una finestra al costat esquerre en arc pla.
Al pis, dues fienstres, d'estil gòtic amb pedra picada.
Els murs són de maçoneria. La façana està arrebossada, però el mal estat de conservació deixa veure part del mur de maçoneria. Hi ha també restes d'un rellotge de sol, del que només se'n conserva la broca.
Annex a l'edificació hi ha les antigues corts, que ara han estat adequades com a habitatge.

## Història
No es coneix cap referència històrica d'aquesta masia, tot i que cal situar-la en origen cap als segles XV-XVI.